# Hemicelulosa

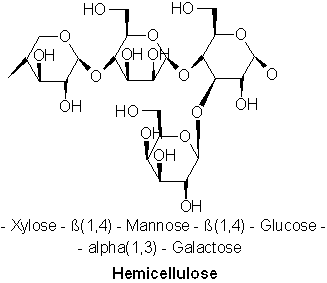
La molécula de hemicelulosa formada por la unión de varios monosacáridos diferentes.

Las hemicelulosas son heteropolisacáridos (polisacárido compuesto por más de un tipo de monómero), formados por un conjunto heterogéneo de polisacáridos, a su vez formados por dos tipos de monosacáridos unidos por enlaces β (1-4) (fundamentalmente xilosa, arabinosa, galactosa, manosa, glucosa y ácido glucurónico) , que forman una cadena lineal ramificada. Entre estos monosacáridos destacan más: la glucosa, la galactosa o la fructosa.
Forma parte de las paredes de las células vegetales, recubriendo la superficie de las fibras de celulosa y permitiendo el enlace de pectina.
En la madera del pino insigne, las hemicelulosas, que forman parte de la matriz, junto a la lignina, donde reside la celulosa, representan entre un 27 y un 29 % de la misma, mientras que en la corteza solo alcanzan un 15 %. Las proporciones de esta molécula varían dependiendo de la edad y variabilidad de las especies cultivadas y mejoradas.
La hemicelulosa se caracteriza por ser una molécula con ramificaciones, como lo es el ácido urónico, capaz de unirse a las otras moléculas mediante enlaces que constituyen la pared rígida que protege a la célula de la presión ejercida sobre esta por el resto de las células que la rodean.

## Composición
Se conocen diversos tipos de hemicelulosas. Los ejemplos importantes incluyen xilano , glucuronoxilano , arabinoxilano , glucomanano y xiloglucano .
Las hemicelulosas son polisacáridos asociados a menudo con la celulosa , pero la celulosa y la hemicelulosa tienen composiciones y estructuras distintas. Diversos azúcares comprenden hemicelulosa, mientras que la celulosa se deriva exclusivamente de la glucosa. Por ejemplo, además de la glucosa, los monómeros de azúcar en las hemicelulosas pueden incluir los azúcares de cinco carbonos xilosa y arabinosa , los azúcares de seis carbonos manosa y galactosa , y la desoxi azúcar ramnosa de seis carbonos . Las hemicelulosas contienen la mayoría de los azúcares D- pentosas y, en ocasiones, también pequeñas cantidades de azúcares L. Xilosaes en la mayoría de los casos el monómero de azúcar presente en mayor cantidad, aunque en las maderas blandas la manosa puede ser el azúcar más abundante. No solo se pueden encontrar azúcares regulares en la hemicelulosa, sino también su forma acidificada, por ejemplo, el ácido glucurónico y el ácido galacturónico pueden estar presentes. 

Sección de una pared celular vegetal; hemicelulosa en verde.